# Tour des Flandres 1986
La 70e édition du Tour des Flandres eut lieu le 6 avril 1986 et a couronné le Néerlandais Adrie van der Poel. 195 coureurs étaient au départ de Saint-Nicolas, 40 arrivèrent à Meerbeke

## Parcours
Cette année, 13 difficultés ont été escaladées sur un parcours de 274 kilomètres. 
- 1. Molenberg
- 2. Vieux Quaremont (Oude Kwaremont)
- 3. Paterberg
- 4. Koppenberg
- 5. Taaienberg
- 6. Berg ten Houte
- 7. Eikenberg
- 8. Varent
- 9. Keiweg-Leberg
- 10. Berendries
- 11. Mur de Grammont
- 12. Bosberg
- 13. Pollareberg

## Résumé
Steve Bauer et Eddy Planckaert sont en tête de la course mais Planckaert craque dans le Mur de Grammont. Pour sa deuxième saison professionnelle, Bauer se retrouve seul en tête mais il est rejoint par Sean Kelly, Jean-Philippe Vandenbrande et Adrie van der Poel qui fait parler sa pointe de vitesse pour l'emporter au sprint.

## Classement
| Pos | Coureur                    | Équipe                 | Temps           |
| --- | -------------------------- | ---------------------- | --------------- |
| 1   | Adrie van der Poel         | Kwantum Hallen-Decosol | 7 h 10 min 50 s |
| 2   | Sean Kelly                 | KAS                    | mt              |
| 3   | Jean-Philippe Vandenbrande | Hitachi-Marc-Splendor  | mt              |
| 4   | Steve Bauer                | La Vie claire          | mt              |
| 5   | Ronny Van Holen            | Lotto                  | à 30 s          |
| 6   | Fons de Wolf               | Skala-Skil             | mt              |
| 7   | Bruno Leali                | Carrera-Inoxpran       | mt              |
| 8   | Claude Criquielion         | Hitachi-Marc-Splendor  | mt              |
| 9   | Yvon Madiot                | Système U              | mt              |
| 10  | Eric Vanderaerden          | Panasonic              | à 1 min 00 s    |